# Felix Woyrsch

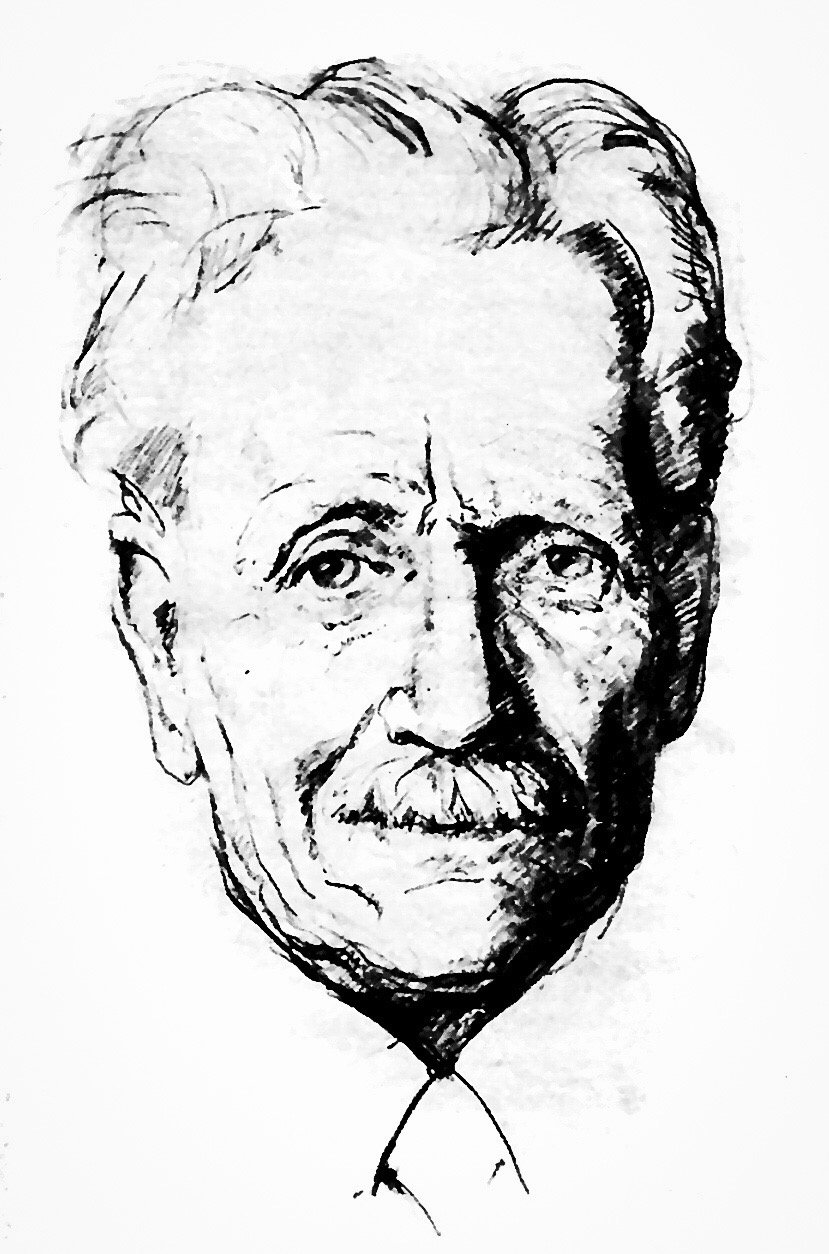
Felix Woyrsch, Zeichnung von Johann Valett, Hamburg um 1930

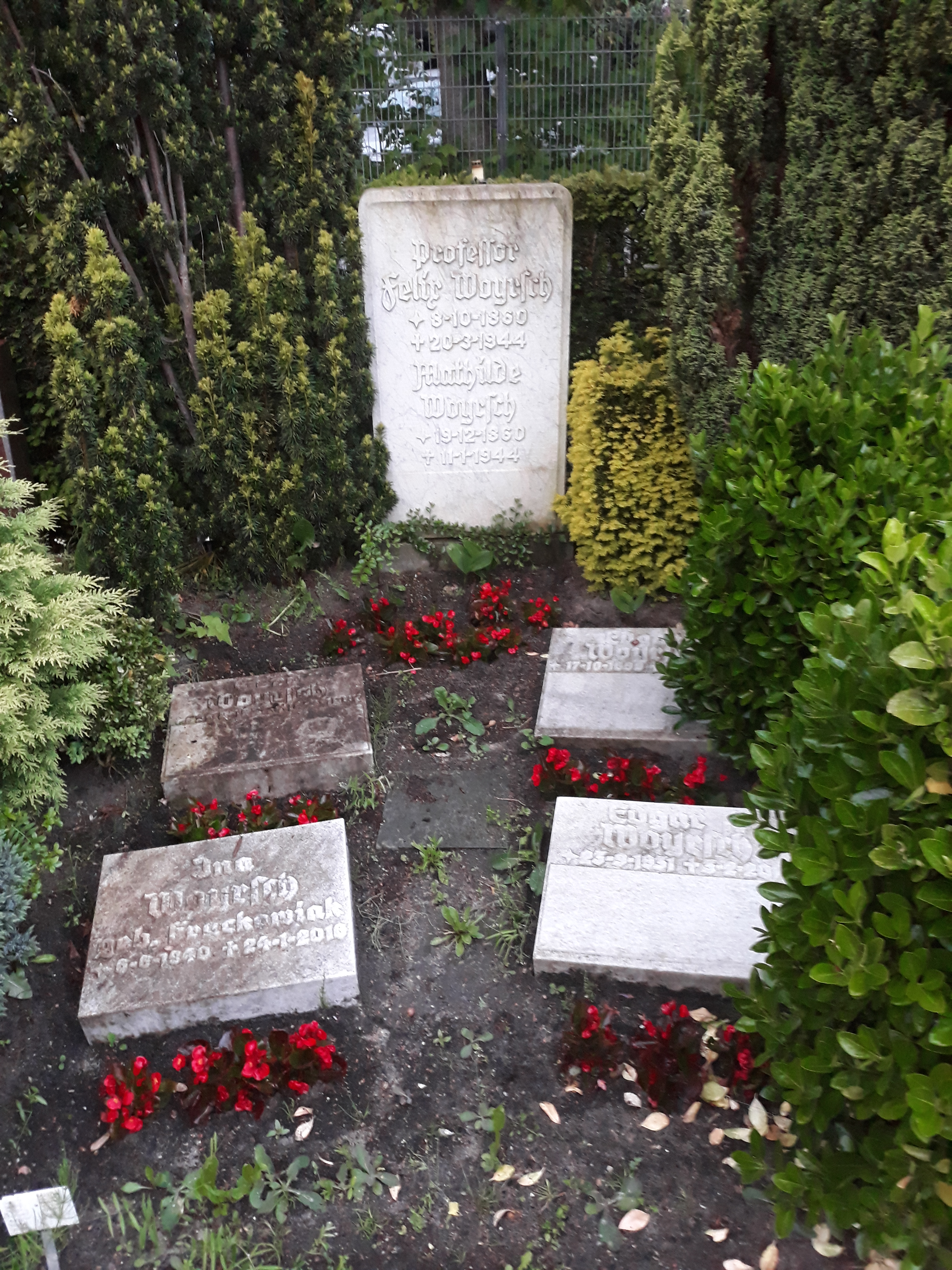
Das Grab von Felix Woyrsch und seiner Ehefrau Mathilde im Familiengrab auf dem Friedhof Bernadottestraße in Hamburg

Felix (von) Woyrsch (* 8. Oktober 1860 in Troppau, Schlesien; † 20. März 1944 in Hamburg-Altona) war Komponist, Organist, Chorleiter und städtischer Musikdirektor in Altona.

## Leben
Felix Woyrsch wuchs in Dresden und später in Altona heran. Seine Verhältnisse gestatteten ihm nicht den Besuch einer Musikhochschule und so bildete sich Woyrsch im Wesentlichen autodidaktisch heran. Seine Wirkungsstätte fand er in Altona. Er wurde 1887 Leiter der Altonaer
Liedertafel und 1893 Leiter des Altonaer Kirchenchores und übernahm 1895 die Leitung der Altonaer Singakademie, wurde Organist an der Friedenskirche und dann an der Johanniskirche.
1903 schuf er die städtischen Symphonie- und Volkskonzerte, mit denen sich der Titel des Städtischen Musikdirektors verband. Bereits 1901 war er zum Professor ernannt worden, 1917 wurde er Mitglied der Preußischen Akademie der Künste in Berlin. Neben vielen anderen Ehrungen und Preisen erhielt er 1937 den Beethovenpreis dieser Akademie. Bis 1931 war er „Orchester- und Chordirigent, dann Professor und Städtischer Musikdirektor i. R.“. Seine Musik wurde bis 1933 häufig in Deutschland aufgeführt. Besonders seine oratorischen Werke fanden dabei größte Beachtung und Anerkennung. Aufführungen in den USA, England, den Niederlanden und Russland sind nachgewiesen. Obwohl Woyrsch 1933 zwangspensioniert wurde, erklangen in den Folgejahren außerhalb Altonas noch die 5. Sinfonie am 9. Oktober 1935 im Rundfunk (Reichssender Hamburg, zusammen mit Das Deutsche Sanctus und den drei Böcklin-Fantasien), Variationen über ein eigenes Thema in Dortmund 1938, die 4. Sinfonie in Schwerin 1940 und Thema und Variationen in Oberhausen 1941. Die Skaldische Rhapsodie op. 50, mit den drei Sätzen Heldensage – Totenklage – Heimfahrt kam am 2. April 1903 in Altona zur Uraufführung. Das Werk steht in keiner ideologischen Verbindung zur späteren Zeit, sondern knüpft an das allgemeine Zeitinteresse im beginnenden 20. Jahrhundert für die nordische Mythologie an.

## Würdigung
Obwohl Woyrsch seine Zeitgenossen Igor Strawinsky, Arnold Schönberg und Paul Hindemith durchaus schätzte, fühlte er sich als Komponist weniger der musikalischen Innovation verpflichtet, sondern widmete sich mehr der Entwicklung eines persönlichen Stils in der klassisch-romantischen Tradition. Nach seinem Tod geriet er daher schnell in Vergessenheit.
Die Pfohl-Woyrsch-Gesellschaft e. V. Hamburg, gegründet 1993, hat es sich zum Ziel gesetzt, das musikalische Erbe Felix Woyrschs zu bewahren und einer größeren Öffentlichkeit zugänglich zu machen.
1950 beschloss der Hamburger Senat die Benennung des Woyrschwegs im Stadtteil Bahrenfeld.

## Werkverzeichnis

### Werke mit Opuszahl
- op. 1 Drei Notturnos für Klavier, Schubert, Hamburg, 1881, Nachdruck: Edition Kemel Roehr, Niedernhausen, Niedernhausen, 2004   OCLC 721934655 I B-Dur II B-Dur III Des-Dur
- op. 2 Vier Lieder für eine Singstimme mit Klavier und Violine (bzw. Violoncello), 1884 OCLC 498387617 I Ein Fichtenbaum steht einsam, Text: Heinrich Heine mit Violoncello II Die Lotosblume ängstigt sich, Text: Heinrich Heine mit Violoncello III Die schlanke Wasserlilie, Text: Heinrich Heine mit Violine IV Weil’ auf mir, du dunkles Auge, Text: Nikolaus Lenau mit Violine
- op. 3 Drei Lieder für Bariton mit Klavier, Cranz, Hamburg, 1884 OCLC 498387636 I Lied des Narren, Text: Übersetzung von August Wilhelm Schlegel, aus Twelfth Night: or, What You Will von William Shakespeare, Akt II Szene 4, Incipit: Komm herbey, komm herbey, Tod II O säh' ich auf der Haide dort im Sturme dich, Text: Gedicht Oh wert thou in the cauld blast von Robert Burns in der Übersetzung von Ferdinand Freiligrath III Wie auf den kalten Leichenstein, Text: Gedicht As o'er the cold sepulchral stone von George Gordon Byron in der Übersetzung von Emanuel Geibel
- op. 4 Schnitter Tod, Incipit: Es ist ein Schnitter, Altdeutsches Erntelied für Männerchor, Glaser, Schleusingen, 1882 OCLC 174194393
- op. 5 Serenade für Tenor, Text: aus dem Schauspiel Donna Diana von Joseph Schreyvogel, Incipit: Auf des Abendwindes Schwingen, Berlin, Weinholtz, 1887 OCLC 174195586
- op. 6 Drei persische Lieder für Bariton mit Klavier, Cranz, Hamburg, 1884 OCLC 174195583 I Hafis am Grabe seines Sohnes: „Nun alle Rosen weckt des Lenzes Hauch“ II Ich bin die Reb’ III Rubay: Durchforscht hab’ ich die unbeständ’ge Welt
- op. 7 Zwei Lieder für gemischten Chor, Cranz, Hamburg, 1884 OCLC 174194427 I Es war ein alter König, sechsstimmig II Ich hört’ ein Sichlein rauschen, Altdeutsches Volkslied, fünfstimmig
- op. 8 Zwei Walzer für Klavier, August Cranz, Hamburg, 1886 OCLC 174195572 Nachdruck  Edition Kemel, Niedernhausen 2019 OCLC 1090885549 I Sehr lebhaft in Des-Dur II Langsamer Walzer. In leichter, anmuthiger Bewegung  in B-Dur (Digitalisat beim IMSLP)
- op. 9 Wollt er nur fragen, Lied für Sopran mit kleinem Orchester oder Pianoforte, Text: Gedicht Jamie, come try me von Robert Burns in einer Übersetzung von L. G. Silbergleit, August Cranz, Hamburg, 1885 OCLC 174195569
- op. 10 Vier Lieder für gemischten Chor, Rahter, Hamburg, 1888 OCLC 174297129 I Frühlingslied. Incipit: Die blauen Frühlingsaugen, Text: Heinrich Heine II Lenore: Es steh’n die Stern’ am Himmel. Ballade, Volkslied III Auf dieser Welt hab’ ich kein’ Freud’ , Volkslied IV Geh du nur immer hin: Es fliegt manch Vöglein in das Nest, Text: Emanuel Geibel
- op. 11 Drei Lieder für Männerchor, August Cranz, Hamburg, 1886 OCLC 174350266 I Mit Lust thät ich ausreiten, Altdeutsches Volkslied für zwei Tenöre, Bariton und zwei Bässe II Ich schwing mein Horn für Bariton und zwei Bässe III Ich reit’ in’s finstre Land hinein, Text: Ludwig Uhland
- op. 12 Edward, Altschottische Ballade für Bariton mit Orchester, Text: aus Reliques of Ancient English Poetry von Thomas Percy in der Übersetzung von übersetzt von Johann Gottfried Herder, Incipit: Dein Schwert, wie ist’s von Blut so rot OCLC 165427234
- op. 13 Walzer Es-dur für Klavier zu vier Händen, Ed. Niemeyer., Hamburg, 1887
- op. 14 Spanisches Liederbuch, Liederzyklus für eine Singstimme mit Klavier, Berlin, Weinholtz. 1887 OCLC 174195510 I Ihr Palmen von Bethlehem, Text: Spanisches Gedicht von Pastores de Belen von Lope Felix de Vega Carpio in einer Übersetzung von Emanuel Geibel II Jesuslied, Incipit: Ach, des Knaben Augen sind, Text: nach dem spanischen Gedicht von  Juan López de Úbeda in einer Übersetzung von Paul Heyse III In dem Schatten meiner Locken, Text: aus dem Spanischen in einer Übersetzung von Paul Heyse IV Liebestod. Incipit: Bedeckt mich mit Blumen. Text: nach einem spanischen Gedicht von María do Ceo, Abbess (1658–1753) in der Übersetzung von Emanuel Geibel V Ob auch finstre Blicke glitten, Text: nach einem spanischen Gedicht in der Übersetzung von Paul Heyse VI Wiegenlied, Incipit: An der Himmelspforte. Text: nach einem spanischen Gedicht von Cecilia Francisca Josefa Böhl de Faber (1796–1877) in der Übersetzung von Wilhelm Hosäus VII Flutenreicher Ebro, blühendes Ufer, Text: Spanisches Gedicht in einer Übersetzung von Emanuel Geibel VIII Zigeunerlied, Incipit: Ich schlage dich, mein Tambourin, Text: Georg Friedrich Daumer IX Dereinst, dereinst Gedanke mein, Text: nach einem spanischen Gedicht von Cristobal de Castillejo in einer Übersetzung von Emanuel Geibel X Zigeunerisches Ständchen, Incipit: Komm, Mädchen, an dein Fenster. Text: Text: Georg Friedrich Daumer. XI Weh, wie zornig ist das Mädchen!, Text: ist schön XII Seguidilla, Incipit: Lieb’ ist schön doch weiß ich kaum, Text: nach einem spanischen Gedicht in der Übersetzung von Wilhelm Hosäus
- op. 15 Drei Lieder für Sopran mit Klavier, Weinholtz, Berlin, 1887 OCLC 174195503 I Es blühen an den Wegen viel bunte Blümelein, Text: Julius Wolff, aus Singuf II  Ich hab’ die Nacht geträumet, Text: Volkslied III Mädchenlied. Incipit: Wohl waren es Tage der Sonne, Text: Emanuel Geibel
- op. 16 Zehn Rattenfängerlieder für Bariton mit Klavier, Text: Julius Wolff, aus Singuf, Niemeyer, Hamburg, 1886 (Digitalisat beim IMSLP) OCLC 315500147 I Wo ich mich zeige II Nun stellt euch auf, ihr Kinderlein III Wenn du kein Spielmann wärst!, Incipit: Traf ich die Blonde im dämmrigen Gange IV Waldesruh. Incipit: O lass das Haupt mich legen in deinem Schoß zur Ruh V Röslein, wann blühst du auf?, Incipit: Es wuchs an einem Rosenbaum VI Stelldichein, Incipit: Die Lippen rege nicht, noch Augenbrauen VII  Eine Rose gepflückt VIII Die Nächste, Incipit: Was willst du, Herz? Bin nicht gewöhnt IX Erinnerung, Incipit: Die Bilder des Lebens schwanken X Nach Hameln, Incipit: Ein seltsam schauderhaft Gerücht
- op. 17 Thema mit Variationen für Klavier, D. Rahter, Hamburg,1886 OCLC 498387699
- op. 18 Die Geburt Jesu Eine Weihnachtskantate nach Worten der Heiligen Schrift für Soli, Chor und Orchester, Simrock, Berlin, 1888 OCLC 174194439 Erster Teil:  Die Engel und die Hirten, Choral: Vom Himmel hoch, da komm ich her,  Zweiter Teil: Die Anbetung der drei Könige aus dem Morgenlande, Choral: Wie soll ich dich empfangen, Herr nun Lässest du, Deinen Diener in Frieden fahren
- op. 19 Vier Lieder für Männerchor, Rahter, Hamburg, 1887 OCLC 174350292 I  Lied thüringer Kreuzfahrer im Lager vor Akkon, Text: Joseph Victor von Scheffel II Bei nächtlicher Weil, Text: Volkslied III Schön Rohtraut, Text: Eduard Mörike. IV Kriegers Abschied, Text: Robert Burns
- op. 20 Der Pfarrer von Meudon. Komische Oper in einem Aufzuge, nach einer, dem Französischen entnommenen, dramatisirten Anecdote aus dem Leben Rabelais, Leichsenring, Hamburg 1886 OCLC 633991440 Uraufführung im November 1886 im Altonaer Stadttheater.
- op. 21 Trauungs-Motette Wo du hingehst, für gemischten Chor a cappella, Text: Buch Rut 1.16, Rather, Hamburg, 1887  OCLC 174297179
- op. 22 Albumblatt für Violine und Klavier, Ries & Erler, Berlin, 1886 OCLC 174194477
- op. 23 Vier Impromptus für Klavier, Ries & Erler, Berlin, 1889 Heft 1: I cis-Moll II As-Dur OCLC 833522910 Heft 2: III B-Dur IV g-Moll OCLC 833522912 Nachdruck Edition Kemel Roehr, Niedernhausen, Niedernhausen, 2015 OCLC 912467054
- op. 24 Drei Lieder für Männerchor OCLC 174350311 I Es jagt ein Jäger früh am Tag, Text: Ludwig Uhland II Mondlicht. Incipit: Wie liegt im Mondenlichte, Text: Theodor Storm III  Herbst, Incipit: Wenn im Purpurschein, Text: Rudolf Baumbach
- op. 25 Vier Lieder für gemischten Chor, Oberdörffer, Leipzig, 1889 OCLC 174297184 I Nun geht der Mond durch Wolkennacht, Text: aus den Fiedelliedern von Theodor Storm II Von Gold drei Rosen, Text: altdeutsches Volkslied, Incipit: Gott grüß dich, Frau Nachtigall hübsch und fein! III Oktoberlied (Canon), Text: Theodor Storm, Incipit: Wohl ist es Herbst; doch warte nur  IV Müller hab’ Acht!, Text: Rudolf Baumbach
- op. 26 Sechs Gesänge für eine Singstimme mit Klavier, Ries & Erler, Berlin, 1890 OCLC 174195482 I Augensprache, Incipit: Schaust du mich aus deinen Augen, Text: Joseph von Eichendorff II Ein kleines Wörtchen, Incipit: In einem kleinen Städtchen, Text: Julius Freund III Waldeinsamkeit, Incipit: Deine süßen Schauer, o Waldesruh’, Text: Heinrich Leuthold
- op. 27 Der Weiberkrieg. Volksoper in drei Akten, Uraufführung am 12. April 1890 am Hamburger Stadttheater, Text: Felix Woyrsch nach Die Weiber von Schorndorf von Paul Heyse OCLC 165427263 (Digitalisat beim IMSLP)
- op. 28 Vier Männerchöre, Oberdörffer, Leipzig, 1890. I Der fahrende Musikant, Incipit: Das Waldhorn an der Seite, Text: Ludwig Pfau II Es duftet lind die Frühlingsnacht, Text: Gustav Kastropp (1824–1925) III  Jägerlied, Incipit: Kein’ bessre Lust zu dieser Zeit, Text: Ludwig Uhland IV Gute Nacht, Incipit: Die Erde schloss die Augen zu, Text: Ludwig Pfau
- op. 29 Motette Sei getreu bis in den Tod für gemischten Chor, Text: Offenbarung 2.10, Oberdörffer, Leipzig, 1890 OCLC 1073007680
- op. 30 Drei Gesänge für Männerchor, Kistner, Leipzig, 1891 OCLC 174350377 I Madrigal, Incipit: Horch, wie übers Wasser hallend, Text: Thomas Moore II Ich habe Tag und Nacht nicht Ruh, Text: Volkslied III Thor’s Hammerwurf, Incipit: Thor stand am Mitternachtsende der Welt, Text: Felix Dahn
- op. 31 Fünf Lieder und Gesänge für eine Singstimme und Klavier, Fr. Luckhardt, Berlin, 1891 OCLC 174195441 I Sei gegrüßt, du Waldesrauschen, Text: Gustav Kastropp aus  König Elf’s Lieder II Der Weg zur Mühle, Incipit: Allnächtlich zu der Mühle, Text: Ludwig Pfau III Nachtigall, Incipit: Das macht, es hat die Nachtigall, Text: Theodor Storm IV  Ich glaub’ es nicht, Incipit: Sie sagen, du hätt’st mich betrogen, Text: Julius Wolff V Ich ging im Wald durch Kraut und Gras, Text: Julius Wolff
- op. 32 Deutscher Heerbann. Kantate für Soli, Männerchor und Orchester, Incipit: Der Kaiser sass mit Schwert und Buch, Text: Emanuel Geibel, Oberdörffer, Leipzig, 1891 OCLC 635345820
- op. 33 Deutsche Volkslieder für gemischten Chor, frei bearbeitet. 3 Hefte OCLC 174297284 I Ach Gott, wem soll ichs klagen II All mein Gedanken die ich hab  III Wiewohl ich arm und elend bin IV Ei du feiner Reiter V Es waren zwei Königskinder VI Ach Gott, wie weh thut Scheiden  VII Es ist ein Schnee gefallen VIII Innsbruck, ich muss dich lassen IX  Wie schön blüht uns der Maien X Es fiel ein kühler Thaue XI Nun laube, Lindlein, laube XII Der Wächter der blies an den Tag
- op. 34 Sechs Gesänge für Frauenchor in Novellos octave Edition (deutsch und englisch) englische Übersetzungen von J. Troutbeck, Novello & Co., London I Ich zog mir einen Falken, Text: Der von Kürenberg (englisch: The Falcon), Trio für Frauenstimmen A-Dur OCLC 961282987 II Dornröschen, Incipit: Im tiefen Wald im Dornenhag (englisch: The Sleeping Beauty) Text: nach einem deutschen Volkslied, Quartett für Frauenstimmen OCLC 1237666755 III Hat ich die Liebe berührt (englisch: Love's Influence) Text: Paul Heyse, vierstimmiger Frauenchor, Nicht zu langsam OCLC 174297542 IV Blüt’ oder Schnee, Lust oder Weh, Text: Friedrich Rückert, Kanon zu vier Stimmen OCLC 961282633 V Es ritten von der Strass' heran (englisch: The Three Horsemen), Text nach einem wendischen Volkslied, vierstimmiger Frauenchor OCLC 1237667061 VI Übers Jahr (englisch: In a Year), Text: G. Böttcher OCLC 1237669857
- op. 35 Zwei Lieder für eine Singstimme mit Klavier. Dresden, Näumann. 1892. I Nachtlied, Incipit: Nacht hat wie ein stilles Meer, Text: Ludwig Pfau II Viel Vögel sind geflogen, Text: Robert Hamerling
- op. 36 Drei Gesänge für Männerchor, Hug & Co., Leipzig, 1893 OCLC 174350393 I Abschied, Incipit: Vom Herbste entblättert die Blumen sind, Text: Ungarisches Volkslied II Wandern, Incipit: Ich wandre hinaus in die Welt, Text: Ungarisches Volkslied III Altgriechisches Nachtlied, Incipit: Es schlafen die Gipfel der bergigen Höh’, Text: nach Alkman
- op. 37 Zwei Lieder für Männerchor, Haushahn, Leipzig OCLC 174350415 I Waldesnacht, Incipit: Wär’s dunkel, ich läg’ im Walde Text: Joseph von Eichendorff II Winternacht, Incipit: Verschneit liegt rings die ganze Welt, Text: Joseph von Eichendorff
- op. 38 Drei Männerchöre I Ozymandias, Incipit: Es ragt ein Steinkoloß auf Nubiens Flur, Text: Percy Bysshe Shelly, in einer Übersetzung von E. Griesbach II Ausfahrt, Incipit: Berggipfel erglühen, Text: Joseph Viktor von Scheffel III Ungarisches Trinklied, Incipit: Wer kein Mädchen hat zur Liebsten, trinke Wein!, Text: Sándor Petőfi
- op. 39 Der Vandalen Auszug, Ballade für Männerchor und Orchester, Incipit: Wo die Türme Neu-Karthagos hell im Morgenglanze strahlen, Text: A. Kaufmann, Leuckart, Leipzig, 1894 OCLC 247990974
- op. 40 Sinfonischer Prolog zu Dantes Divina Commedia, für großes Orchester, Oberdörffer, Leipzig OCLC 247990974
- op. 41 Vier Lieder für Männerchor, Heinrichshofen, Magdeburg, 1895 OCLC 174296640 I In der Marienkirche begruben sie ihn, Text: Volkslied II Und wenn es Gott nicht anders will, Text: F. X. Seidl III Nächtliche Wanderung, Incipit: Mir ist zu wohl ergangen, Text: Volkslied IV Morgengesang im Kriege, Incipit: Tag bricht an! Es kräht der Hahn, Text: Skaldisch
- op. 42 Die Bernsteinhexe, Ballade für gemischten Chor (oder Männerchor) mit Klavierbegleitung, Incipit: Sankt Elms Licht flackert am Hexen-Turm, Text: Felix Dahn, Leipzig, Max Brockhaus, 1895 OCLC 165427229
- op. 43 Fest-Präludium für Orgel über den Choral „Nun danket alle Gott“, Forberg, Leipzig, 1895 OCLC 174195432
- op. 44 Improvisationen für Klavier, Rahter, Hamburg, 1901 OCLC 638137564 I In ein Album II Erinnerung III Nächtlicher Ritt IV Frühlingsgesang V Notturno VI Cranzonetta VII Traumgesicht VIII Epilog
- op. 45 Passions-Oratorium nach Worten der Heiligen  Schrift für Soli, Chor, Orchester und Orgel, Text: nach Worten der Heiligen Schrift, englische Übersetzung von John Bernhoff, Chr. Vieweg, Quedlinburg, 1899 I Das Abendmahl II Die Gefangennahme III Jesus vor Kaiphas und Pilatus IV Die Kreuzigung (Digitalisat der Siblez Music Library der Eastman School of Music der University of Rochester), daraus: Sei getreu bis in den Tod  für Sopranstimme mit Begleitung von Violine und Orgel, Vieweg, 1899 OCLC 1074733665
- op. 46 Drei geistliche Volkslieder für gemischten Chor, Vieweg, Berlin-Gross Lichterfelde OCLC 552581447 I O Kindelein zart, Weihnachtslied. II Da Jesus in den Garten ging, Passionslied III  Es gingen drei heilige Frauen, Ostergesang. Englische Ausgabe mit Übersetzung von Clarence Dickinson, Novello, London Co., London, 1912 I O heavenly Child, Chritmas Song (Digitalisat der Sibley Music Library der Eastman School of Music der University of Rochester) II Christ Jesus engeres the Garden (Digitalisat der Sibley Music Library der Eastman School of Music der University of Rochester) III The women at the sepulchre (Digitalisat der Sibley Music Library der Eastman School of Music der University of Rochester)
- op. 47 Drei Lieder für eine Singstimme mit Klavier, Wernthal, Berlin OCLC 638562416 I Abend an der Nordsee, Incipit: Allgemach schied der Tag, Text: Stine Andresen II Klängen jemals meine Lieder (aus Hymnen des Schmerzes), Text: Józef Ignacy Kraszewski III Der Husar, Text: Gottfried Keller
- op. 48 Metamorphosen für Klavier, Rahter, Hamburg, 1900 OCLC 165427239 (Digitalisate beim IMSLP) I Einfach und innig II Alla Tarantella III Mässig IV Mässig
- op. 49 Sapphische Ode an Aphrodite für Sopransolo, Frauenchor und Orchester, Incipit: Die du thronst auf Blumen, deutsche Übertragung von Emanuel Geibel, Vom Ende, Köln, 1901 OCLC 165427250
- op. 50 Skaldische Rhapsodie, Konzert d-Moll für Violine und Orchester, Vieweg, Berlin-Lichterfelde, 1904 OCLC 165427255 (Digitalisat beim IMSLP) I Heldensage. Belebt, doch nicht zu schnell II Ballade (Totenklage). Langsam III Heimfahrt. Bewegt. Uraufführung am 3. April 1903 im Kaiserhof-Altona durch den Geiger Willy Heß
- op. 51 Totentanz. Ein Mysterium für Soli, Chor und Orchester, Text: Felix Woyrsch, Leuckart, Leipzig, 1905 OCLC 936032505 (Digitalisat des Textbuchs der Landesbibliothek Coburg) I Eingangschor: Der Zug des Todes II I. Der König (Sardanapal) III II. Der Landsknecht IV III. Das Kind V IV. Der Spielmann VI V. Der Greis. (Der Gelehrte.)
- op. 52 Sinfonie Nr. 1 c-Moll für  großes Orchester, C. F. Kahnt, Leipzig OCLC 725292575I Sehr mäßig bewegt II Sehr langsam III In ruhig schreitender Bewegung – Schnell und leicht – Erstes Zeitmaß IV Sehr langsam – Sehr bewegt – Sehr ruhig – Mäßig bewegt, nicht schleppend
- op. 53 Drei Böcklin-Phantasien für großes Orchester,  Breitkopf & Härtel. Leipzig, 1910 OCLC 57391084 (Digitalisate beim IMSLP) I Die Toteninsel II Der Eremit III Im Spiel der Wellen
- op. 54 Da lachte Schön-Sigrid, Ballade für Chor und Orchester, Incipit: Das war Jung-Dietmar, der starke Held, Text: Felix Woyrsch, Breitkopf & Härtel, Leipzig, 1910 OCLC 174297914
- op. 55 Streichquartett Nr. 1 a-Moll, Leuckart, Leipzig, 1910 OCLC 1074528227 (Digitalisat beim IMSLP) I Mässig bewegt II Sehr ruhig III Scherzo (Sehr lebhaft) IV Lebhaft und schwungvoll
- op. 56 Ouvertüre zu Shakespeares Hamlet für großes Orchester, Leuckart, Leipzig, 1913 OCLC 49478019
- op. 57 Ode an den Tod für Männerchor und Orchester, Incipit: Er erschreckt uns, unser Retter, der Tod, Text: Friedrich Hölderlin, Simrock, Leipzig, 1927 OCLC 833522947
- op. 58 Mors triumphans!, Quartett über das geistliche Volkslied Es ist ein Schnitter, der heißt Tod für vier Posaunen, Oertel, Hannover, 1925
- op. 59 10 Choralvorspiele für Orgel OCLC 742010102 I Nun komm, der Heiden Heiland II Es ist ein Ros entsprungen III  Vom Himmel hoch, da komm ich her IV Ach Gott, vom Himmel sieh darein V O Haupt voll Blut und Wunden VI O Traurigkeit, o Herzeleid VII Was mein Gott will, das gescheh' allzeit VIII Valet will ich dir geben (Festpräludium) IX Nun ruhen alle Wälder (Canonisches Trio) X Verleih uns Frieden gnädiglich (Im Kriegsjahr 1918)
- op. 60 Sinfonie Nr. 2 C-dur für großes Orchester, komponiert 1913, Uraufführung am 15. Januar 1914, Simrock, Berlin, 1927 OCLC 165427252 (Digitalisat beim IMSLP) I Belebt  II Sehr langsam und getragen III Einfach und schlicht; etwas gemächliches Zeitmaß IV Lebhaft und feurig – sehr schnell und drängend
- op. 61 Da Jesus auf Erden ging, ein Mysterium für Soli (Sopran, Tenor, Bariton), Chor, Knabenchor, Orchester und Orgel ad libitum, Text: Felix Woyrsch, nach Worten der heiligen Schrift und geistlichen Volksdichtungen, Simrock, Leipzig, 1915 OCLC 314648109 I An der Krippe II Die Seligpreisungen III Christus auf dem Meere wandelnd IV Die heilige Woche V Der Gang nach Emmaus
- op. 62 Passacaglia über das Dies irae für Orgel
- op. 63 Streichquartett Nr. 2 c-moll, Simrock, Leipzig, 1927 OCLC 165427245
- op. 64 Streichquartett Nr. 3 Es-dur, Simrock, Leipzig, 1929 OCLC 833521432
- op. 65 Klaviertrio e-Moll, Simrock, Berlin, 1927 OCLC 17333492 I Mäßig bewegt II Sehr langsam, ausdrucksvoll III Sehr gemächlich IV Belebt, doch nicht zu schnell
- op. 66 Klavierquintett c-Moll, Simrock, Leipzig, 1927
- op. 67 Zehn Lieder und Gesänge für eine Singstimme mit Klavier I Frühlingsnahen, Incipit: Wieder seh ich jenen Schimmer, Text: Martin Greif II Sommermittag, Incipit: Nun ist es still in Hof und Scheuer, Text: Theodor Storm  III Der Spuk, Incipit: Ach Schwester, liebe Schwester, Text: Hermann Löns IV Nachtwandler, Incipit: Trommler, lass dein Kalbfell klingen, Text: Gustav Falke V Es ist nun der Herbst gekommen Herbst, Text: Joseph von Eichendorff VI Einmal, Incipit: Einmal schien die Welt dir so weit, Text: Carl Hauptmann VII Letzte Ruhestätte, Incipit: Wo wird einst des Wandermüden, Text: Heinrich Heine VIII Tief in Waldeinsamkeit ein Grab, Text: Justinus Kerner IX Unheimliche Stunde, Incipit: Da sitzt die Nacht am Wegessaum, Text: Gustav Falke X Mei Mutter mag min et, Incipit: Im Westen niedersank der Tag, Text: Ernst Lenbach
- op. 68 Wie glänzt der helle Mond, Text: Gottfried Keller für Männerchor a cappella, Simrock, Berlin, 1927 OCLC 174296674
- op. 69 Drei achtstimmige Motetten für gemischten Chor, Kistner & Siegel, 1936 (Digitalisate beim IMSLP) I O welch eine Tiefe des Reichtums Text: Römer 11, 33-36 II Was betrübst du dich, meine Seele, Text: Psalm 42,6 III Der heilge Geist vom Himmel kam, Pfingstmotette
- op. 70 Sinfonie Nr. 3 es-moll für großes Orchester, 1921 komponiert, Uraufführung am 10. Februar 1928 in Altona unter der Leitung von Felix Woyrsch, Simrock, Berlin, 1928 OCLC 1076162883 (Digitalisat beim IMSLP) I Bewegt, doch nicht übereilt II Mäßig schnell III Langsam IV Lebhaft und feurig, doch nicht zu schnell
- op. 71 Sinfonie Nr. 4 F-dur für großes Orchester, 1931, AlbisMusic, Brunsbüttel, 2016, ISBN 978-1-326-80051-2 I Mäßig bewegt, nicht übereilt  II Langsam, ausdrucksvoll III Menuettm Rokokostil mit Variationen IV Nicht zu schnell, doch feurig und rhythmisch belebt
- op. 72 Streichsextett B-dur für 2 Violinen, 2 Bratschen und 2 Violoncelli, Manuskript
- op. 73 Das deutsche Sanktus für Chor und Orchester (Orgel ad libitum), Incipit: Jesaia, dem Propheten, das geschah, Text: Martin Luther, Manuskript, AlbisMusic, Brunsbüttel, 2019 OCLC 1190416610
- op. 74 Streichquartett Nr. 4 B-dur, Manuskript
- op. 75 Sinfonie Nr. 5 D-dur für großes Orchester, Manuskript, 1937
- op. 76 Thema und Variationen für großes Orchester, Manuskript
- op. 77 Sinfonie Nr. 6 C-dur Sinfonia Sacra für großes Orchester, Manuskript
- op. 78 Streichquartett Nr. 5 c-moll, unveröffentlicht
- op. 79 Zum neuen Jahr für gemischten Chor und Orchester, Incipit: Wie heimlicher Weise Ein Engelein leise Mit rosigen Füßen Die Erde betritt, Text: Eduard Mörike, Manuskript

### Werke ohne Opuszahl
- Sinfonie B-Dur, Manuskript, 1884/1899
- Wie komm ich denn zur Tür herein? für gemischten Chor, Text: Volkslied
- Sanctus für gemischten Chor
- Beherzigung für Männerchor, Incipit: Ach, was soll der Mensch verlangen?, Text: Johann Wolfgang von Goethe
- Lehr’, Wald, mich scheiden aus der Welt für gemischten Chor, Text: aus dem Dänischen nach Adam Oehlenschläger, übersetzt von K. Schumacher
- Morgengruß für Männerchor, Incipit: Wenn ich des Morgens früh aufsteh, Text: Volkslied
- Hymnus aus dem 12. Jahrhundert für 8-stimmigen gemischten Chor a cappella, Incipit: Würze des Waldes und Erze des Goldes, Text: Meister Spervogel (Ende 12. Jhdt.)
- Christoph, Ruprecht, Nikolaus, eine Legende für Männerchor a cappella, Incipit: Ich kenn drei gute, deutsche Geselln, Text: Otto Julius Bierbaum
- Der Herr Nachbar für 3-stimmigen Frauenchor, Incipit: Lieber Nachbar, ach leiht mir doch eure Latern
- Hymne der Stadt Altona zur Feier ihres 250-jährigen Jubiläums gewidmet für 4-stimmigen Chor oder für 3-stimmigen Kinderchor, Incipit: Heil dir, du Stadt an des Elbufers Hang, Text: Felix Woyrsch

## Einspielungen
- Felix Woyrsch Klavierwerke, Rolf Plagge, Klavier,aulos/musikado 2004
- Romantisches Norddeutschland (Sopr, Vl, Klav) Hamburg, 1999
- Symphonie Nr. 1 op. 52 und Symphonischer Prolog zu Dantes Divina Commedia op. 40, MDG 1994
- Symphonie Nr. 2 op. 60 und Hamlet-Ouvertüre op. 56, cpo 2011
- Symphonie Nr. 3 op. 70 und Drei Böcklin-Phantasien op. 53, cpo 2015
- Symphonie Nr. 4 op. 71 und Symphonie Nr. 5 op. 75, cpo 2018
- Sämtliche Orgelwerke, Toccataclassics 2021

## Auszeichnungen
Zum Hitlers Geburtstag am 20. April 1936 erhielt er die Goethe-Medaille für Kunst und Wissenschaft verliehen.